# Концентрационный стол
Концентрацио́нный стол — аппарат для разделения полезных ископаемых в водной среде текущей по наклонной плоскости по их плотности при обогащении руд цветных, чёрных, редких и драгоценных металлов.

## Характеристики
- производительность: шламовый концентрационный стол — до 3т/ч, песковый концентрационный стол — до 10т/ч, тонко-шламовый концентрационный стол — до 0.5т/ч
- число дек — до 12шт
- общая площадь дек — до 22.5м²
- частота хода дек — до 350мин¯¹
- длина хода деки — до 26мм
- число ходов деки — до 400ход/мин
- площадь деки — до 2м²
- мощность электродвигателя — до 2.2кВт
- габаритные размеры: длина — до 5400 мм, ширина — до 2300 мм, высота — до 3000мм
- масса — до 3000кг

## Применение
- разделение полезных ископаемых в водной среде по их плотности при обогащении руд цветных, чёрных, редких и драгоценных металлов.
- получение черновых концентратов при больших объёмах обогащаемого материала

## Рабочие инструменты
- приводной механизм
- тяга
- дека
- натяжное устройство
- рама
- винт
- опора деки
- маховичок кренового механизма
- жёлоб для воды
- жёлоб для пульпы
- электродвигатель приводного механизма

## Классификация

### По виду разделяемых компонентов
- песковые концентрационные столы
- шламовые концентрационные столы
- тонко-шламовые концентрационные столы

### По виду исполнения
- концентрационные столы левого исполнения
- концентрационные столы правого исполнения

### По количеству дек
- однодечные концентрационные столы
- шестидечные концентрационные столы
- двенадцатидечные концентрационные столы

### По расположению дек
- одноярусные концентрационные столы
- двухъярусные концентрационные столы
- трехъярусные концентрационные столы